# Tandem krilo
Tandem krilo je izvedba kril pri letalu podobna dvokrilniku, le da je eno krilo nameščeno pred drugim. Obe krili prispevata k vzgonu. Primer, kjer je zadnje krilo precej manjše se imenuje "Delanne krilo " (po Maurice Delanne, ki je razvil tandem krilo). Pri tandem krilu sta dva centra vzgona.

## Načrtovalci letal s tandem krili
- Henri Mignet
- Maurice Delanne
- George Miles
- Louis Peyret
- Claude Piel
- Burt Rutan

## Primer letal s tandem krili
- Langley Aerodrome - 1890-1900.
- Blériot VI - 1907
- Caproni Ca.60 - 1921
- Arsenal-Delanne 10
- Miles M.35 Libellula and Miles M.39B Libellula - 1942-1945, eksperimentalni lovec
- Westland P.12 Lysander Delanne - 1940
- Mauboussin Hémiptère
- Mignet Pou-du-Ciel - 1933
- Peyret Tandem - 1922 -
- Curtiss-Wright X-19 - 1963
- Lockspeiser LDA-01 - 1971
- Rutan Quickie - 1978
- Viking Dragonfly - 1980
- Scaled Composites Proteus - 1998

## Galerija
- Blériot VI Libellule (1907)
- Langley Aerodrome (1914)
- Pou-du-Ciel (1933 naprej)
- Miles M.39B (1943)
- Scaled Composites Proteus (1998)